# Phaenocoma prolifera

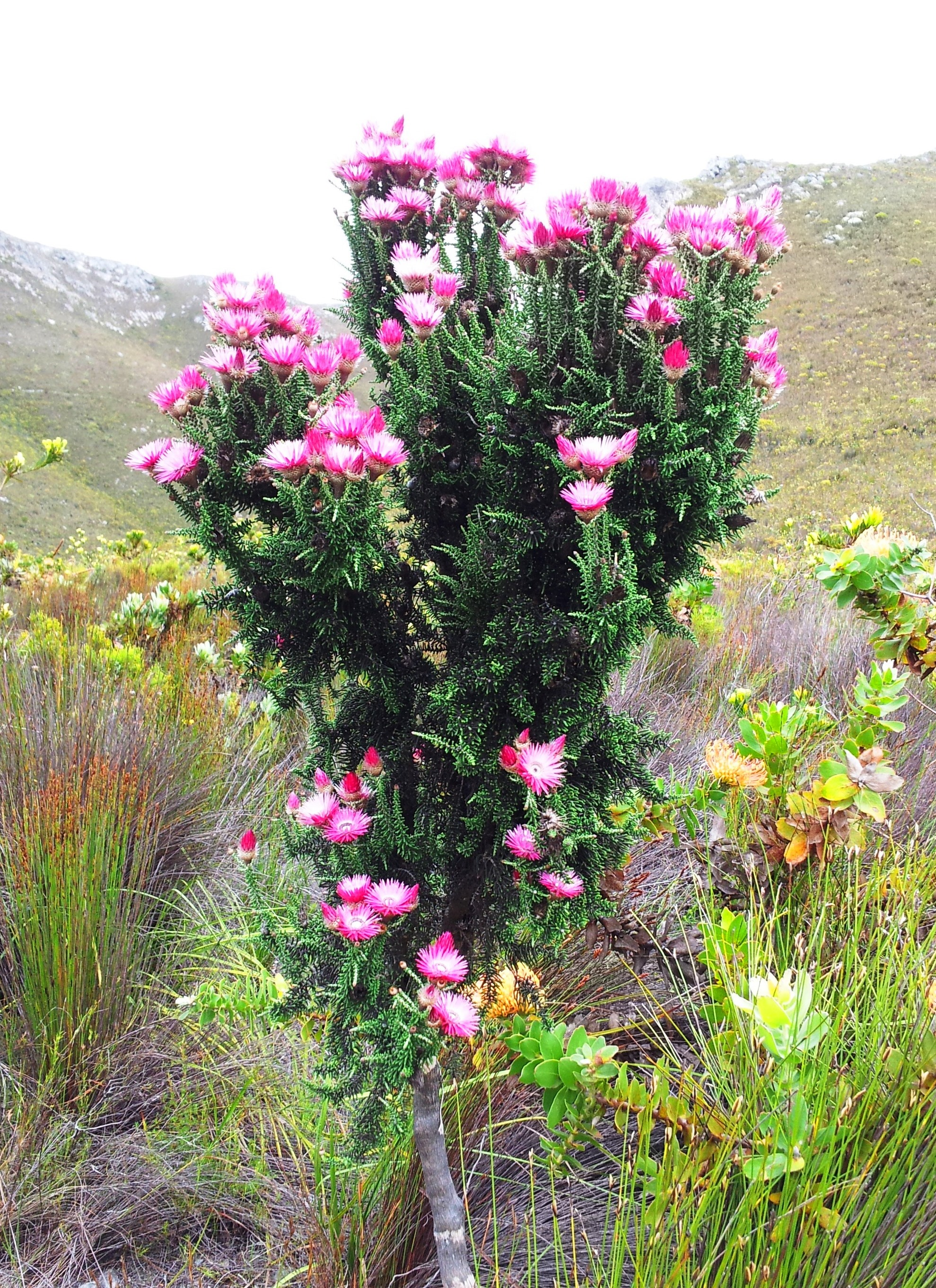
Vista de la planta

```
Phaenocoma prolifera
,
[
1
]
 es originaria de 
Sudáfrica
. Es la única 
especie
 de 
Phaenocoma
, 
género
 
monotípico
 de 
plantas con flores
 perteneciente a la familia de las 
asteráceas
. 
```

## Descripción
Es un arbusto perennifolio que alcanza un tamaño de 0.5 - 1.2 m de altura a una altitud de 0 - 1500 metros en Sudáfrica.

## Taxonomía
Phaenocoma prolifera fue descrita por (Carlos Linneo) D.Don   y publicado en Mem. Wern. Nat. Hist. Soc. v. (1826) 554.
Sinonimia
- Xeranthemum proliferum L.	 basónimo[4]